# Colaspidema dufouri
Colaspidema dufouri es un coleóptero de la familia Chrysomelidae.
Fue descrita científicamente en 1865 por Perez.